# Francesco Racanelli
Francesco Racanelli (né à Sannicandro di Bari dans les Pouilles en 1904 et mort à Florence en 1977) est un médecin et écrivain italien, à l’origine d’une thérapie non conventionnelle qu’il dénomme « médecine bioradiante ».

## Biographie

### Synopsis
Francesco Racanelli naît en 1904 à Sannicandro di Bari,,,. Il croit détenir un don particulier dans les mains. Il en émanerait, selon lui, un « fluide vital » qu’il qualifie d’« énergie bioradiante,,, ». Il est continuellement poursuivi par le Conseil de l’Ordre des médecins pour exercice illégal de la médecine. Pour éviter d’avoir à affronter de nouveaux problèmes juridiques, il décide d’entreprendre des études de médecine et devient médecin,,. Il traite les blessés à Florence pendant la libération de l’Italie. Il exerce conjointement son activité de Heilpraktiker, guérisseur,, pranothérapeute,, et médecin à Florence,,.
Francesco Racanelli meurt à Florence en 1977.

## Analyse

### Poursuites judiciaires

#### Escobedo
Dans le volume 59 du périodique « La justice pénale » de l'année 1954, Gennaro Escobedo rapporte que  « l'arrêté du tribunal de Catane en jurisprudence sicilienne de 1951 parvient en dernier ressort à une conclusion formelle selon laquelle la cour se doit d'admettre qu'attendu quelque éclairage prédominant paraissant prévaloir dans certaines écoles médicales non officielles (du moins l'espérons-nous) ... le Dr Racanelli, médecin agréé et guérisseur réputé, affirme dans ses ouvrages que le fluide relève d'une énergie vitale émanant de personnes particulièrement douées dont les ressources reposent sur les fondements inhérents à la vibration physique, psychique et spirituelle du guérisseur,. »

#### Lamendola
Le professeur Francesco Lamendola, docteur ès lettres et philosophie, écrit que l’activité « illicite » de « guérisseur » de Francesco Racanelli lui vaut, au début de sa carrière, d’être poursuivi à cinq reprises par le Conseil de l’Ordre des médecins italien (it). Titulaire d’une maîtrise universitaire en droit,,, il décide de régulariser sa situation auprès des autorités compétentes afin de pouvoir exercer son activité thérapeutique en toute légalité,,,. Il  accomplit le cycle complet des études de médecine à l’université de Florence où il obtient son doctorat en médecine et en chirurgie en 1935.

### Travaux universitaires

#### Fumia
En 1972, Luigi Fumia et Tullio Seppilli posent les bases d’une première étude universitaire intitulée Francesco Racanelli, un médecin guérisseur.

#### Seppilli
En 1983, Tullio Seppilli, qui avait assuré la direction scientifique du rapport de 1972, reprend une partie des travaux de son prédécesseur dans une thèse de doctorat consacrée à « la médecine populaire en Italie » pour le compte de l’université de Pérouse. Le contenu de cette rédaction est ensuite publié dans la revue La ricerca folklorica du mois d’octobre 1983.

#### Calabrese & Borghini
Dans une autre thèse universitaire déposée le 1er décembre 2009 à la faculté d’architecture de l’école polytechnique de Turin, Loreto Calabrese et Alberto Borghini dressent un parallèle avec la « bioradiance » évoquée par Francesco Racanelli au regard d’autres courants « ésotériques » apparentés : 

« Cette substance présente dans tout l’univers, c’est l’énergie vitale, appelée « lumière » par Jésus-Christ, vis medicatrix naturae (en) ou « pouvoir de guérison naturelle » par Hippocrate, « prāṇa (devanāgarī: प्राण ) » par l’hindouisme, « Chi » par les Chinois, 気 (ki) par les Japonais, རླུང (en) (rlung) par le bouddhisme tibétain, « orgone » par Wilhelm Reich, « force plasmatique éthérique » par Rudolf Steiner, « libido » par Sigmund Freud, « énergie bioradiante » par Francesco Racanelli,. »

### Observations
L’auteur Stefano Fusi relève que le docteur Racanelli opère un distinguo entre la notion de prāṇa (devanāgarī: प्राण ) en vigueur chez les Indiens et le magnétisme humain mis en exergue par feu le docteur Franz-Anton Mesmer. Selon Racanelli, ainsi que mentionné dans son ouvrage Medicina bioradiante paru en 1951 et traduit en français en 1973 par L’Autre Médecine : les radiations humaines » puis réédité en italien en 1978 sous le titre « L’altra medicina, », le prāṇa n’est pas généré par le corps physique de l’homme « mais il est prodigué par l’influx nerveux qui lui sert de véhicule selon un mécanisme analogue à celui du sang par rapport à l’oxygène,. »

### Philosophie
Dans l’un de ses premiers ouvrages intitulé La Douleur et sa médecine : les conseils prodigués par un célèbre médecin guérisseur paru en 1939 aux éditions Giannini & Giovannelli puis réédité à sept reprises chez Vallecchi, le docteur Racanelli expose les fondements sur lesquels repose son approche éthique, philosophique, déontologique et spirituelle : 
1. développer l’entièreté des facettes plurielles inhérentes à l’harmonie intérieure[28]
2. asseoir les bases et fondations d’une aspiration spirituelle croissante[28]
3. s’évertuer à rester soi-même au lieu de chercher à paraître[28]
4. s’atteler à percevoir le sens des réalités cachées, aller au-delà du rideau trompeur des apparences premières[28]
5. cultiver incessamment sa joie de vivre[28]
6. sublimer les bases éthiques d’une sagesse philosophique[28]
7. conserver intact et inaltéré un sens aigu de la justice[28]
8. vouer un respect égal et constant envers autrui, quel qu'il soit[28]
9. considérer chaque obstacle qui se présente comme une aubaine inespérée permettant de se surpasser[28]
10. apprendre à apprivoiser la perspective de la mort subordonnée à l’inéluctabilité de notre propre finitude[28]

### Protocole
Dans un ouvrage collectif paru en 1976, Massimo Inardi (it) rapporte le contenu d’un entretien avec Francesco Racanelli. Celui-ci lui expose sa vision du processus thérapeutique en cours ; il y décrit quelques-unes des modalités participatives qui, d’après lui, contribuent à l’amélioration de toute condition sanitaire : 

« Je recours à cette « énergie bioradiante » pour soigner les malades. En d’autres termes, ce courant d’énergie magnétique peut être utilisé à des fins thérapeutiques et, en tant que tel, agir de façon salutaire sur les zones perturbées, partant du principe que chacun d’entre nous entretient des liens indestructibles avec le monde vivant, avec les sentiments qui nous animent, avec la communauté qui nous entoure, avec le macrocosme dont nous faisons partie intégrante, avec le créateur dont nous sommes par essence les créatures. Œuvrer à la restauration de la santé requiert une approche à la fois scientifique et artistique. En premier lieu, le thérapeute devra faire abstraction de tout conditionnement humain d’ordre suggestif ou possessif. Sa position de mari, de père, d’ami, de simple citadin ou même de croyant devra impérativement passer au second plan et se trouver uniquement subordonnée au devoir prioritaire relevant de l’exercice médical. C’est ainsi qu’avant chacune de mes séances quotidiennes, alors que je me prépare à endosser ma blouse de médecin, je m’astreins obligatoirement à mettre en œuvre ce processus interne de fractionnement intérieur en procédant à une forme d’abolition de ma personnalité émotive et possessive ; ma mission curative acquiert ainsi valeur de sacrement rituel,. »

### Hasard
Interrogé sur les circonstances qui lui auraient permis de constater qu’il aurait été doté de qualités thérapeutiques particulières, Racanelli répondit comme suit :

« La découverte de notre don est hélas inéluctablement soumise aux lois du hasard. Les « vrais » guérisseurs — j’entends par là : ceux qui font preuve d’honnêteté et de bonne foi, outre d’être dotés de pouvoirs curatifs attestés — sont, la plupart du temps, des gens au demeurant fort simples. Leurs facultés peuvent se déclencher à l’improviste, par exemple à l’occasion d’un accident de la route dont ils seraient inopinément les témoins et au cours duquel ils se retrouveraient implicitement amenés à devoir porter secours et assistance à une personne en danger ou grièvement blessée. À cet instant précis, ils constateront, à leur grande surprise, qu’ils sont en mesure de soulager leur prochain ; dès lors, ils ne connaitront plus de répit, car ils ne seront désormais plus en mesure de se soustraire aux demandes récurrentes de malades qui leur accorderont incessamment leur confiance renouvelée en sollicitant expressément leur aide. C’est ce qui m’est arrivé à moi-même ainsi qu’à la plupart de mes collègues, »

### Vocation
Dans un livre intitulé « Dépression : à chacun son traitement », Elio et Ivan Blancato rapportent que « Francesco Racanelli était le seul à affirmer combien le guérisseur véritable exerce son atout thérapeutique essentiellement par instinct, mu par un besoin inconscient d'aider son prochain en lui offrant spontanément l'énergie vitale qu'il sent pulser au travers de ses mains,. »

### Constat
En juillet 1976, lors du 10e Congrès international de psychothérapie à Paris, Jean-Claude Benoit et l’International Federation for Medical Psychoterapy formulent un constat relayé en décembre 1976 par l’Union médicale du Canada : 

« Ajoutons que les écrits émanant des guérisseurs ne nous éclairent pas davantage. Même un homme instruit et fort intelligent comme le guérisseur italien Racanelli, qui fit ses études de médecine pour éviter les poursuites, ne nous apporte dans ses livres que des explications vagues et sans aucune valeur scientifique sur les guérisons effectuées par lui. »

## Œuvres

### Livres
- (it) Francesco Racanelli, Il dolore e la sua medicina. I consigli di un celebre guaritore medico, Vallecchi, coll. « Il millepiedi, Guide mediche », 1976 (réimpr. 1948, 1950, 1955, 1965, 1970), 7e éd. (1re éd. Giannini & Giovannelli: 1939), 218 p. (OCLC 797509088)[28],[3]
- (it) Francesco Racanelli, Terra di nessuno, terra per tutti, F. Le Monnier, 1948, 80 p. (OCLC 122438578)
- (it) Francesco Racanelli, Il dono della guarigione, Vallecchi, 1950 (1re éd. 1949), 297 p. (OCLC 633988784)
- (it) Francesco Racanelli, Medicina bioradiante, Vallecchi, 1951, 238 p. (OCLC 14649906)
- (it) Francesco Racanelli, Natura e anime, Vallecchi, 1977, 148 p., Neuf contes 1945–1975 (OCLC 3849053)[3]
- (it) Francesco Racanelli, L’altra medicina, Vallecchi, 1978, 3e éd., 174 p. (OCLC 4777902)[3]

### Articles
- (en) Francesco Racanelli, Heterodox therapy : Healers, vol. 1-3 : Rassegna Italiana di Ricerca Psichica, Database: PsycINFO, 1969 (réimpr. 2011 American Psychological Association) (présentation en ligne), p. 21-34
- (it) Francesco Racanelli, L’uomo agente terapeutico, 1970, 21 p. (OCLC 800991317)
- (it) Francesco Racanelli, La via dell’amore, 1971, 7 p., article (OCLC 800991412)

### Traductions en français
- Francesco Racanelli (trad. Alice Grisel), Le don de guérison [« Il dono della guarigione »], Neuchâtel, Paris, Delachaux & Niestlé, 1951, 200 p. (OCLC 459662763, BNF 32552178, SUDOC 012983349)
- Francesco Racanelli (trad. P. Siron), La souffrance vaincue, Neuchâtel ; Paris ; Bruxelles, Delachaux & Niestlé, 1954, 199 p. (OCLC 81636495)
- Francesco Racanelli (trad. les amis de l’Aquario), L’autre médecine : les radiations humaines [« L’altra medicina : le radiazioni umane »], Neuchâtel ; Paris ; Bruxelles, Delachaux & Niestlé, coll. « Homme et ses problèmes », 1973, 151 p., édition remaniée de l’ouvrage intitulé : Don de guérison. Précédemment paru en italien sous le titre : Medicina bioradiante et en français sous le titre :  Don de guérison (OCLC 418403735, BNF 34567280)
- Francesco Racanelli (trad. René Marti), Le problème du mal et la signification de la maladie [« Problema del male e significato della malattia »], Neuchâtel, R. Marti, 1978 (OCLC 718631225)

### Traduction en allemand
- (de) Francesco Racanelli (trad. Sylvia Naegeli), Gabe des Heilens [« Medicina bioradiante »], München-Planegg, O. W. Barth Verlag, 1953 (1re éd. 1951), 159 p. (OCLC 252603925 et 165044195)[34]

### Préface
- Bernard Martin (pasteur) (préf. Francesco Racanelli), Le Ministère de la guérison dans l’Église, Genève, Labor et fides, 1953, 2e éd. (1re éd. 1952 cf. OCLC 492122755), 176 p. (OCLC 401489767, BNF 32423470)

### Ouvrages utilisés pour la rédaction de l’article
| - Charles Baudouin (éditeur scientifique) et International Institute of Psychagogy and Psychotherapy, La force en nous, vol. 24 à 32, Genève, coll. « Action et pensée : revue trimestrielle de psychagogie », 1948, 6e éd. (1re éd. 1944 aux éditions du Mont-Blanc BNF 31774753) (OCLC 25956574, BNF 31774754, lire en ligne), p. 58 « Le Dr F. Racanelli est à la fois médecin et « guérisseur » à Florence. ... La deuxième partie est consacrée à la médecine « bioradiante », à son efficacité dans diverses maladies et relate la façon de procéder du guérisseur florentin, grâce à l’exposé de plusieurs cas. Dans la dernière partie, le Dr Racanelli nous donne ses réflexions sur certains problèmes, tels la suggestion ... » - (it) Gennaro Escobedo, La giustizia penale, vol. 59, Città di Castello, 1954 (lire en ligne) - (en) Paul Tournier (trad. Edwin Hudson), A doctor’s casebook in the light of the Bible, vol. 728, Harper, 1954 (réimpr. 1960 New York : Harper (OCLC 848821) ; 1983 Crowborough : Highland Books (ISBN 0946616027 et 9780946616022) OCLC 85061901) (OCLC 753016237, lire en ligne), p. 152 « Dr. Racanelli, of Florence, who has a gift of healing, and who practices the laying on of hands in all kinds of nervous affections ... » - (de) Neue Wissenschaft, vol. 5-6, Verlag Neue Wissenschaft, 1955 (lire en ligne), p. 287, 323 « ... und hauptsächlich des Italieners Francesco Racanelli aus Florenz, mit dem er jahrelang in Verbindung stand. Racanelli hat seine auffallendsten Erfolge auf dem Gebiete der Psychosomatik und scheint so wie auch andere Naturheilkundige eine Art psychokinetisches Vermögen zu besitzen ... “Heilpraktiker” F. Racanelli („il mago di Firenze") seit Jahren in Verbindung stehe und sich von dessen Erfolgen auch bei organischen Krankheiten persönlich überzeugt hätte ... » - (en) International journal of parapsychology : Revue internationale de parapsychologie, vol. 5, New York, Parapsychology Foundation, 1963 (OCLC 757380013, lire en ligne), p. 136-137 « In Italy Francesco Racanelli operated for years as a faith healer ... » - Paul Tournier, Quel nom lui donnerez-vous ?, Genève, Paris, Labor et Fides, 1974 (OCLC 461464780, BNF 34563465, lire en ligne), p. 14 « Mon confrère Francesco Racanelli, de Florence, tutoie tout le monde avec sa spontanéité italienne. » - (en) Enzo Campanelli et Lucia Alberti, I Contromedici: profili di guaritori internazionali. Con scritti di Massimo Inardi (it), Maurice Mességué, Roberto Gervaso (it), Eric Salerno, Emilio Servadio (it), Milano, Roma, Napoli, Dante Alighieri, 1976, 392 p. (OCLC 3840223), p. 135, 151 - Association des médecins de langue française de l’Amérique du Nord et Association des médecins de langue française du Canada, L’Union médicale du Canada, Union médicale du Canada (no 7-12), décembre 1976 (lire en ligne), p. 1829 « Même un homme instruit et fort intelligent comme le guérisseur italien Racanelli, qui fit ses études de médecine pour éviter les poursuites … » - [Benoit et al.1976] (en) Jean-Claude Benoit (éditeur scientifique) et al., The psychotherapeutic process : proceedings of the 10th International International Congress of Psychotherapy, Paris, July 4-10, 1976, Basel, München, New York, Karger, coll. « Psychotherapy and psychosomatics » (no 29), 4-10 juillet 1978, 360 p., publication de conférence (ISBN 3-8055-2762-4, présentation en ligne, lire en ligne), p. 10 (OCLC 4563663 et 164095730) - (en) S. Karger, Psychotherapy & Psychosomatics, vol. 28-30, International Federation for Medical Psychotherapy, Karger: Medical and Scientific Publishers, 1978, 360 p., Includes proceedings of the Federation (lire en ligne), p. 10 - (it) Bollettino di psicologia applicata (no 153-157), 1980 (lire en ligne), p. 109, 159 « Il secondo fu l’incontro all’Università con Francesco Racanelli già laureato in legge, ma che si era iscritto a Medicina, soprattutto per poter esercitare la sua attività di “guaritore” senza aver guai con la legge; cosa che era già capitata proprio ... » - (en) Paul Tournier, Creative suffering, San Francisco, Harper & Row, 1983 (réimpr. 1981 1st US ed. in 1982), 2e éd. (1re éd. 1981 1st US ed. in 1982), 146 p., Translation of: « Face à la souffrance » (in French), 1st publ. in 1981 (OCLC 301530349), 146 p. (ISBN 0-06-068296-5, OCLC 9323008, présentation en ligne), p. 44 « This would be what was termed bio-radiant energy by Dr Francesco Racanelli, who was a faith-healer before becoming a doctor. » | - (es) Giovanni Papini et Javier Sicilia, Diario, 1916-1953, vol. 24, coll. « Serie Testimonios », 1985, 365 p., Colección Cultura universitaria (ISBN 968-840-205-2, OCLC 16717278, lire en ligne), p. 231 « 1946: 14 de mayo. Visita imprevista del doctor Francesco Racanelli, a quien apenas conozco. Tiene cuarenta y dos años y es natural de Pulla. Ha escrito un libro sobrel el dolor, y me parece que se ha inspirado en lan Ciencia Cristiana y en Becciani (la enfermedad como hecho moral). Es un poco medium, un poco hipnotizador … » - (it) Arnaldo Cherubini, Medici scrittori d’Europa e d’America, Antonio Delfino Editore, 1990, 344 p. (OCLC 427519055, lire en ligne), p. 73 « Guaritore che divien medico e continua a indagare sui «poteri bioradianti» e ad usarli, Francesco Racanelli in molti volumi da «Il dolore e la sua medicina» a «L’altra medicina» espone le proprie esperienze e idee, e nel 1977 raccoglie, poco prima di morire. » - (it) Alberto Marcolin (préf. Giovanni Spadolini), Firenze, 1943-’45 : anni di terrore e di fame, fascisti e antifascisti, addio camicia nera, Ed. Medicea, 1994, 290 p. (OCLC 32625711, lire en ligne), p. 89 « Mentre il sacerdote assisteva il morente, il medico Francesco Racanelli si affannavo intorno ai feriti, operando il più grave, medicando il più lieve tra un accorrere di donne che gridavano: “un ferito nel viale dei Mille” ... » - (it) Elio Blancato (journaliste et écrivain) et Ivan Blancato (psychologue clinicien, doctorat de recherche), Depressione : a ciascuno la sua cura, vol. 7 : Un futuro per l'uomo. Testi, Il Segno Gabrielli Editori, 2004, 240 p. (ISBN 88-88163-38-7 et 978-8-888-16338-3, lire en ligne), Le terapie bioradianti, « La pranoterapia », p. 149 - - (it) Antonio Tundo (direttore Istituto di Psicopatologia Roma), Depressione : a ciascuno la sua cura, Rome, Istituto di psicopatologia, compte rendu extérieur et analyse de l'ouvrage cité en titre de référence (lire en ligne) - (en) David Williams, Vinculum Amoris : A Theology Of The Holy Spirit, iUniverse, 2004, 308 p. (ISBN 0-595-31935-1 et 978-0-595-31935-0, OCLC 369168890, lire en ligne), p. 65 « (Tournier (1954:152), for example, refers to a Dr Racanelli who had the gift of healing by the laying on of hands. He was able to restore patients to calm, but he himself felt fatigue and power pass from him. A colleage similarly healed angina but suffered an attack himself. » - (it) « Racanelli, Francesco », Scheda di autorità, Istituto centrale per il catalogo unico delle biblioteche italiane e per le informazioni bibliografiche,‎ 12 mars 2007 (lire en ligne) - (it) Stefano Fusi, Energia vitale per la salute, Tecniche nuove, coll. « Le guide di natura & salute » (no 3), mars 2008, 110 p., supplemento di “Farmacia news” n° 3 (marzo 2008) : integratori, fitoterapia, omeopatia, cosmesi, laboratorio, arredamento, servizi (ISBN 978-88-481-2211-5 et 88-481-2211-6, présentation en ligne), p. 40, 109 OPAC ICCU [1183534] [p. 40] [p. 109] - (it) Loreto Calabrese et Alberto Borghini, Immagini dal territori. L’immaginario come forma di strutturazione del territorio in alcune località della provincia di Salerno, Politecnico di Torino. Facoltà di Architettura. Corso di Laurea in Architettura, 2009, 176 p. (présentation en ligne) - (it) Francesco Lamendola, La comprehensione spirituale sorgente perenne di salute psico-fisica : note in margine ai pensieri di Francesco Racanelli, Arianna Editrice, 24 septembre 2007 (lire en ligne) « Francesco Racanelli : nato a Sannicandro di Bari nel 1904. ... guaritore ... denunciato e condannato per esercizio abusivo della professione medica già laureato in giurisprudenza ... volle prendere la laurea in medicina per poter continuare ad aiutare “legalmente” il prossimo sofferente ... si iscrisse alla facoltà di medicina dell'università di Firenze ... nel 1935 ottenne l'iscrizione all'albo e, da quel momento, poté curare i suoi pazienti in santa pace. » - (it) Chiara D’Ambros, I Curatori tra biografia formazione e riconoscimento, Università degli studi di Padova. Dipartimento di Sociologia, 2009, 403 p. (présentation en ligne, lire en ligne [Dottorato di ricerca in: Sociologia dei Processi Comunicativi e Interculturali. Ciclo XX [PDF]]), p. 42, 64, 65, 120, 248 « Vediamo come Racanelli parla di questa energia; egli che è riconosciuto come “primo medico pranoterapeuta” che per primo ha usato il termine di energie bioradianti curative, dottore in legge e successivamente anche in medicina e chirurgia, cura con queste energie ... Si veda Federici, per esempio (in Inardi e al.), che ha intervistato il famoso “fondatore della pranoterapia”, Racanelli ... » - (it) Gabriele Laguzzi, Pranoterapia e Prano-pratica : tecniche avanzate, Edizioni Mediterranee (it), coll. « L'Altra Medicina », 2013, 280 p. (ISBN 978-88-272-2402-1 et 88-272-2402-5, EAN 9788827224021, lire en ligne), p. 182 |

### Autres ouvrages
- Alain Delapraz, Une rencontre..., Neuchâtel, Delachaux et Niestlé, 1970, 46 p., poèmes consacrés à la rencontre de l’auteur avec le Dr Francesco Racanelli de Florence ; nombreuses illustrations ; dessin de couverture de André Ramseyer (OCLC 717788851), p. 10
- (it) Luigi Fumia (candidato) et Tullio Seppilli (relatore), Francesco Racanelli : un medico guaritore, UF/LF, 1972

### Pour aller plus loin
| - (en) Michael Kenny et G. DPhil (Oxon), « Science or Pseudoscience: Magnetic Healing, Psychic Phenomena, and Other Heterodoxies », Journal of Nervous & Mental Disease, Lippincott Williams & Wilkins, vol. 192, no 9,‎ septembre 2004, p. 638–639 (résumé) - (en) Prof. Henry H. Bauer, « Science or Pseudoscience: Magnetic Healing, Psychic Phenomena, and Other Heterodoxies », Nova Religio, University of California Press, vol. 9, no 3,‎ février 2006, p. 133–134 (DOI 10.1525/nr.2006.9.3.133, JSTOR 10.1525/nr.2006.9.3.133) « Professor Bauer’s subject is anomalistics: the study of subjects such as parapsychology, cryptozoology, and UFOlogy, usually considered outside the scientific mainstream. Bauer is an Emeritus Professor of Chemistry at Virginia Polytechnic Institute. » | - Dominique Péneau, Architecture, protestantisme et modernité : du sacré et de l’ascèse en particulier, Paris, Éditions L’Harmattan, coll. « Villes et entreprises », 2008, 195 p., texte remanié à partir d’une thèse de doctorat rédigée à Strasbourg pour le compte de l’université Louis-Pasteur (ISBN 978-2-296-06687-8 et 2-296-06687-9, OCLC 429502722, BNF 41408874, lire en ligne), « Le moine et l’architecte », p. 180 - (it) Tullio Seppilli, « Tesi di laurea sulla medicina popolare », La ricerca folklorica, Università di Perugia, Grafo edizioni, vol. 49 « La medicina popolare in Italia », no 8,‎ octobre 1983, p. 125-127 (ISSN 0391-9099, JSTOR 1479542, résumé) |

## Traductions
1. ↑  (id) « La giustizia penale[7] »
2. ↑  (it) « In ultima analisi la Corte però ammette, ai lumi della prevalente dottrina in campo medico (non quella ufficiale speriamo!) ... Il Racanelli, medico abilitato e guaritore di fama, sostiene nei suoi libri che il fluido vitale è una energia emanante da persone particolarmente dotate, energia che partecipa della vibrazione fisica, psichica et spirituale del guaritore ... — Sentenza Tribunale Catania in Giurisprudenza Siciliana, 1951, III, 45[7] ... »
3. ↑  (it) « Francesco Racanelli ... Il pioniere italiano della biopranoterapia: guaritore, divenne medico per difendersi dalle accuse di abuso di professione medica[16]. »
4. ↑  (it) « Questa sostanza presente in tutto l’universo, è l’energia vitale, chiamata da Gesù Cristo luce, da Ippocrate forza risanatrice della natura, dagli indiani prona, dai cinesi ai, dai giapponesi Jci, dai tibetani lung, da Wihelm Reich argone, da Rudolph Steiner forza plasmatrice eterica, da Freud libido, da Francesco Racanelli energia bioradiante[23]... »
5. ↑  (it) « Ecco come parla della bioenergia Francesco Racanelli, nel suo libro Medicina bioradiante del 1951 (rieditato poi come L’altra medicina; vedi bibliografia): [...]. Quindi Racanelli distingue fra prana e magnetismo umano: il prana non è generato dal corpo dell’uomo, ma “ivi trasportato dal fluido nervoso, che gli serve da veicolo, secondo un meccanismo simile a quello del sangue rispetto all’ossigeno”[27] ... »
6. ↑  (it) « ... energia bioradiante ..., io la utilizzo per curare i malati. In altre parole, questa corrente energetico magnetica può diventare medicamento, e come tale agire sul malato in maniera completa, tenendo conto degli indistruttibili legami che ognuno di noi ha con il mondo organico, con quello dei sentimenti, con la comunità di cui siamo membri, col macrocosmo di cui siamo parte, con il Creatore di cui siamo creature. Curare l’uomo integralmente è opera di scienza e di arte; il terapeuta dovrà svuotarsi prima di tutto il suo contenuto umano soggettivo e possessivo. Il suo essere di marito, di padre, di amico, di cittadino, di credente sarà subordinato alla sua personalità di medico. All’inizio del mio lavoro quotidiano, indossando il camice, compio questo processo interiore di sdoppiamento e abolizione della mia personalità emotiva e possessiva, così che la mia vestizione acquista intenzionalmente un valore rituale[29]. »
7. ↑  (it) « Purtroppo la scoperta delle nostre qualità è sempre stata affidata al caso. I guaritori, quelli onesti, in buona fede e che hanno positive facoltà terapeutiche, sono in genere gente semplice. Le loro facoltà possono essere state rivelate dal caso. Succede un incidente ed essi si sono trovati a portare soccorso a qualcuno ammalato, colto da malore, o ferito per uno scontro automobilistico o altro. Da quel momento, la persona ha scoperto, con sua sorpresa, di poter fare del bene al prossimo, non riuscirà più a sottrarsi ai malati che fiduciosi ricorrono ad essa. È quanto è successo a me, ed è quanto è successo a quasi tutti i miei colleghi[30]. »
8. ↑  (it) « Depressione : a ciascuno la sua cura[31],[32] »
9. ↑  (it) « Francesco Racanelli era solito affermare che «il vero guaritore agisce terapeuticamente per istinto», poiche prova «un bisogno inconscio di aiutare il prossimo, offrendo attraverso le mani l'energia vitale che sente pulsare in se[31]. »
10. ↑  (fr) « Francesco Racanelli est né à Sannicandro dans la région de Bari en 1904 .... guérisseur ... dénoncé et condamné pour exercice illégal de la médecine, il était déjà détenteur d'une licence en droit à l'époque des faits. Cependant, afin de pouvoir continuer à soigner « légalement » ses patients, il entame à l'université de Florence un cursus complet d'études de médecine couronnées en 1935 par l'obtention d'un doctorat, ce qui lui permet dès lors de poursuivre son activité thérapeutique en toute tranquillité et sans souci d'être à nouveau inquiété par les autorités compétentes. »